# Navarrés
Navarrés ist eine spanische Gemeinde mit 3.055 Einwohnern (Stand: 2024) in der Comarca Canal de Navarrés, deren Hauptort es ist, im Südwesten der Provinz Valencia.

## Geographie
Navarrés liegt etwa 50 Kilometer südsüdwestlich von Valencia in einer Höhe von ca. 275 m am Rand der durch ihre UNESCO-Weltkulturerbe-Höhlenmalereien berühmten Cuevas de la Araña gut fünfzehn Kilometer westlich der Route-der-Borgia-Städte Canals und Xàtiva, von diesen nur durch die Autovía A-35 getrennt.

## Demografie
| 1900 | 1930 | 1950 | 1970 | 1981 | 1991 | 2001 | 2011 | 2021 |
| ---- | ---- | ---- | ---- | ---- | ---- | ---- | ---- | ---- |
| 2643 | 2659 | 2867 | 2683 | 2615 | 2827 | 2826 | 3269 | 3004 |

## Sehenswürdigkeiten
- Burgruine von Navarrés, Anlage aus dem 13. Jahrhundert
- Kirche Mariä Himmelfahrt (Iglesia de la Asunción de Nuestra Señora)
- Christuskapelle

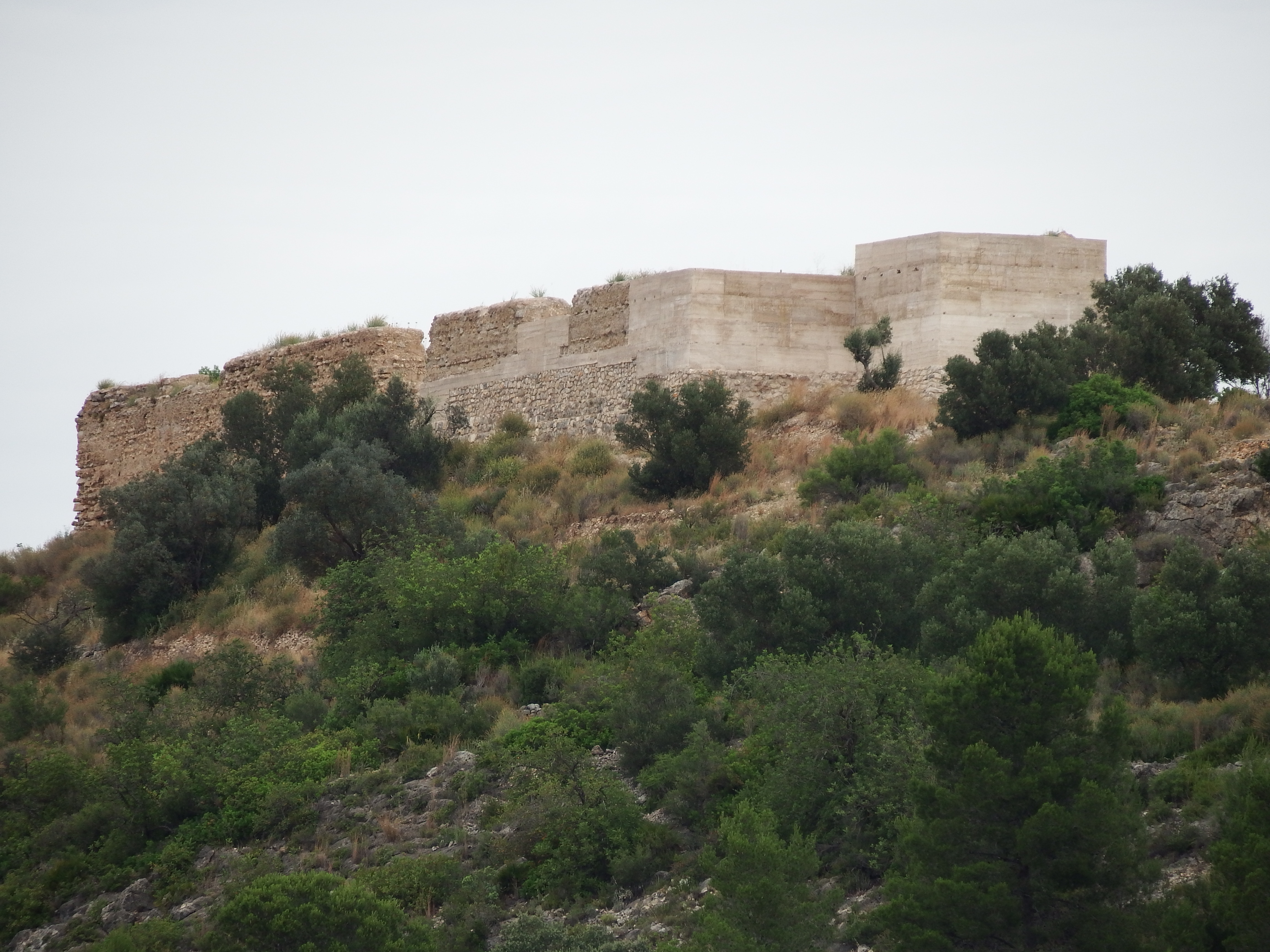
Burgruine von Navarrés
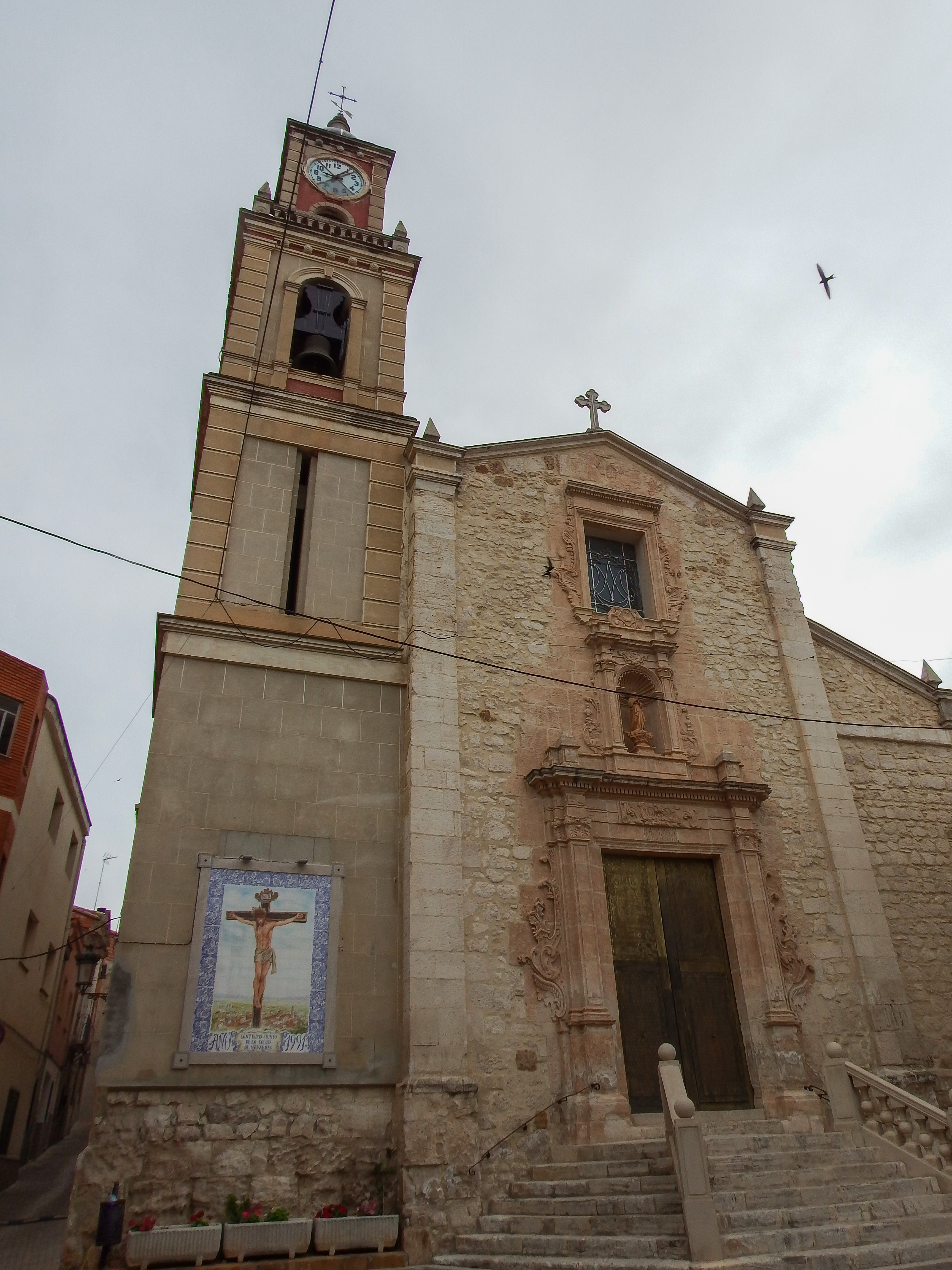
Kirche Mariä Himmelfahrt
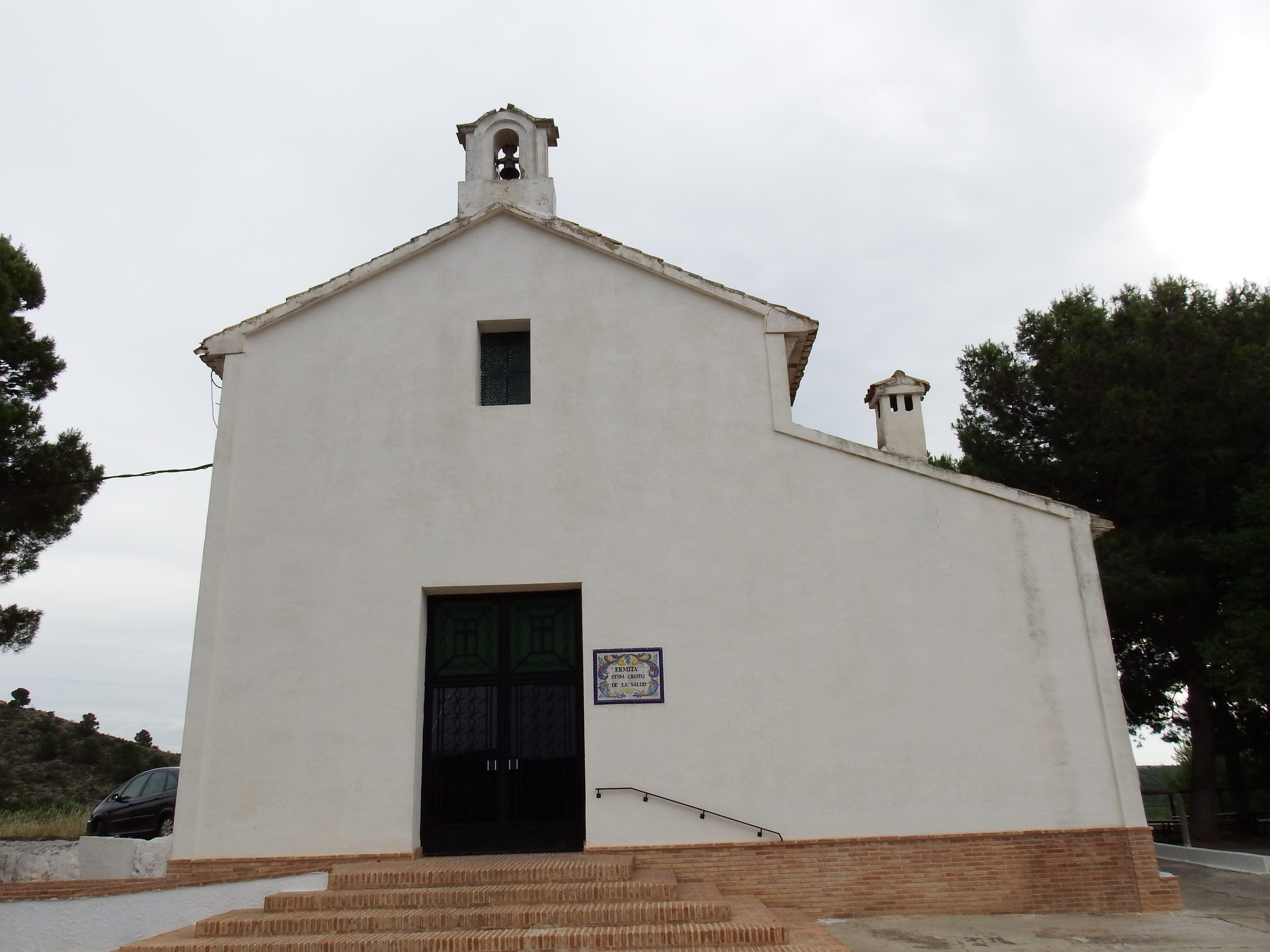
Christuskapelle
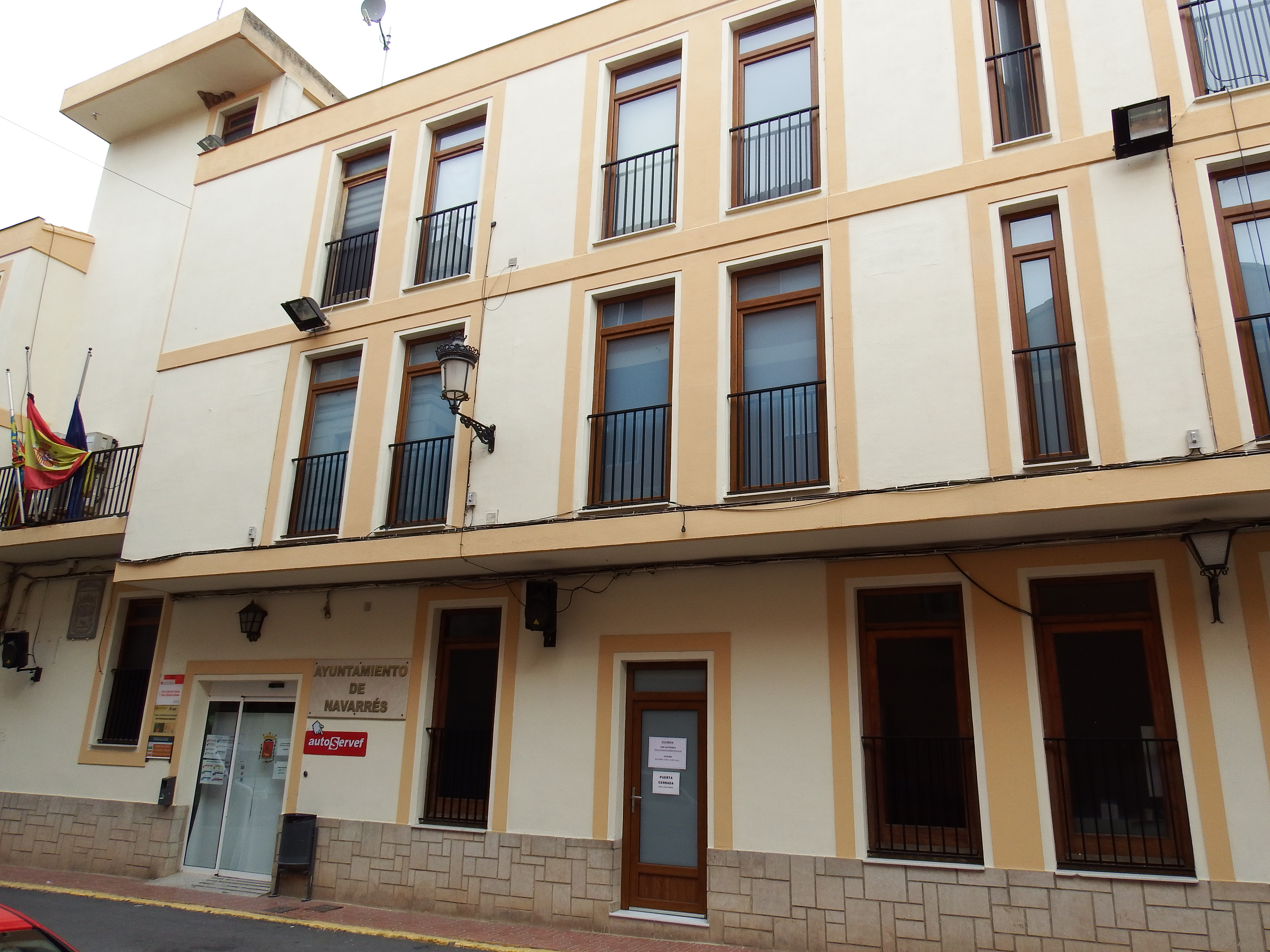
Rathaus

## Persönlichkeiten
- Olga Tarrasó (* 1956), Architektin
- Joan Baptista Humet (1958–2008), Komponist und Musiker